# Грб Москве
Грб Москве је званични симбол главног града и једног од субјеката Руске Федерације са статусом федералног града — Москве.
Сличан грб Москва је користила са почетка XVIII вијека, а грб у овој форми је првобитно био усвојен 20. децембра 1781. године. Након Октобарске револуције, град је користио неке друге симболе, да би овај грб поново био усвојен 23. новембра 1993. године.

## Опис грба
У складу са Законом града Москве од 11. јуна 2003. године „О грбу града Москве“ се каже: грб града је четвороугаоник са заобљеним доњим угловима који у коначници указује на хералдички штит тамноцрвене боје са сликом надесно окренутој од гледаоца, витеза - Светог Ђорђа у сребру, чији је плашт (огртач) плаве боје, на сребрном коњу са сребрним појасом и златним копљем, убија црног змаја.
Свети Ђорђе се и раније јављао као хералдички симбол града Москве, Московске области, али и руских држава и покрајина током историје. Данас, овај симбол се налази и на грудима орла, који је званични грб Руске Федерације.

## Историјски грбови града Москве
- Грб Москве 
(из 1730.)
- Грб Москве 
 (1781—1883)
- Грб Москве 
 (1883—1924)[3]
- Грб Москве 
 (1924—1993)
- Грб Москве 
 (1993—2010)
- Грб Москве 
 (2010—данас)
- Грб Московске области 
 (2005—данас)
- Грб Руске Федерације 
 (1993—данас)